# جوشوا جي. نيوبولد
جوشوا جي. نيوبولد (بالإنجليزية: Joshua G. Newbold)‏ هو سياسي أمريكي، ولد في 12 مايو 1830 في مقاطعة فاييت في الولايات المتحدة، وتوفي في 10 يونيو 1903 في ماونت بليسانت في الولايات المتحدة. حزبياً، نشط في الحزب الجمهوري. وقد انتخب حاكم أيوا ‏ (1 فبراير 1877 – 17 يناير 1878) وانتخب عضو مجلس نواب ولاية ايوا.